# Анисово (Смоленская область)
Анисово — деревня в Гагаринском районе Смоленской области России. Входит в состав Потаповского сельского поселения. Население — 8 жителей (2007 год).
Расположена в северо-восточной части области в 9 км к югу от Гагарина, в 3 км южнее автодороги М1 «Беларусь», на берегу реки Малая Гжать. В 9 км севернее деревни расположена железнодорожная станция Гагарин на линии Москва — Минск.
1. Н/Д[1]

## История
В годы Великой Отечественной войны деревня была оккупирована гитлеровскими войсками в октябре 1941 года, освобождена в марте 1943 года.